# Кемпа-Келпінська
Кемпа-Келпінська (пол. Kępa Kiełpińska) — село в Польщі, у гміні Ломянки Варшавського-Західного повіту Мазовецького воєводства.
Населення — 82 особи (2011).
У 1975—1998 роках село належало до Варшавського воєводства.

## Демографія
Демографічна структура станом на 31 березня 2011 року:
|          | Загалом | Допрацездатний вік | Працездатний вік | Постпрацездатний вік |
| -------- | ------- | ------------------ | ---------------- | -------------------- |
| Чоловіки | 40      | 8                  | 26               | 6                    |
| Жінки    | 42      | 5                  | 24               | 13                   |
| Разом    | 82      | 13                 | 50               | 19                   |